# Beldin
Beldin es un personaje ficticio en los libros de la fantasía de David Eddings (Crónicas de Belgarath y de Mallorea).
Beldin es un enano deforme, sucio y maloliente (como indica Polgara “Odia su cuerpo deformado, así que no hace caso de él)y con muy mal genio. Sin embargo, su aspecto y temperamento exteriores ocultan una mente increíblemente inteligente y un gran ojo para la belleza. Su nombre original era Din, el prefijo “Bel” fue agregado cuando se convirtió en uno de los discípulos de Aldur. Su forma animal preferida es la de un halcón azul, con las alas “azul eléctrico”, un pájaro que creó porque “no le gustaba ninguno de los ya existentes”. Es muy buen amigo de Belgarath, a pesar de que discuten con frecuencia, aunque ambos disfrutan de estas discusiones intensamente. 
En la historia se le muestra muy unido a Polgara, ya que cuando la madre de esta murió, Beldin se convirtió en una especie de padre sustituto para ella, y aun cuando se esfuerzan constantemente en insultarse, esto se debe a que ambos considerarían una grosería alabar a Beldin, puesto que es verdaderamente feo. Los insultos son una muestra de amor recíproca, ya que se toman muchas molestias en elaborarlos. Ce¨Nedra discute con Polgara sobre esto al principio de "el Castillo de la Magia", pero acaba convenciéndose. Al final de las Crónicas de Mallorea, compró una bailarina Nadrak por un diamante de Maragor, se transformaron en pájaros (probablemente de forma permanente, aunque esto no se especifica), y ambos volaron lejos. El nombre de la muchacha es Vella, muchacha de Nadrak que él compró al socio Yarblek de Seda, conociéndola cuando se encontraron de camino a Mallorea, haciéndose pasar por un bufón itinerante bajo el nombre de Feldegast, siendo presentado así ante la corte del rey Odorurin.
Cuando Beldin cayó sobre el Valle de Aldur, ya había aprendido el secreto de la brujería, un hecho que molestó a Belgarath intensemamente. Cuando Beldin fue aceptado como discípulo, él construyó una torre increíblemente hermosa, para compensar su propia fealdad. Aunque tiene una aversión intensa por la mayoría del Angraks, odia particularmente al discípulo anterior de Torak, Urvon. Urvon tiene mucho miedo de Beldín, mientras que Beldin guarda un deseo de rasgar hacia fuera su tripa con un gancho caliente. Mata de vez en cuando a los sacerdotes de Grolim en el centro de Uvron de la energía, Mal Yaska, para asustarlo. La descripción de Beldin se fija en los árboles que rodean Mal Yaska, con una recompensa importante prometida para su captura.
Beldin no se nombra en las profecías, no obstante todavía permiten ensamblar los otros en “el lugar que no es no existe” para compensar (en números solamente) la presencia de quién está más allá de las profecías.
- Datos: Q4386140